# Ocotea acarina
Ocotea acarina är en lagerväxtart som beskrevs av C.K. Allen. Ocotea acarina ingår i släktet Ocotea och familjen lagerväxter. Inga underarter finns listade i Catalogue of Life.